# Macrobiotus mandalaae
Macrobiotus mandalaae är en djurart som tillhör fylumet trögkrypare, och som beskrevs av Giovanni Pilato 1974. Macrobiotus mandalaae ingår i släktet Macrobiotus och familjen Macrobiotidae. Inga underarter finns listade i Catalogue of Life.